# ناندا دیوی
ناندا دیوی (به انگلیسی: Nanda Devi) یک کوه در هند است که در بخش چمولی واقع شده‌است. ناندا دیوی ۷٬۸۱۶ متر بالاتر از سطح دریا واقع شده‌است.